# А тепер не дивися
«А тепер не дивись» (англ. Do not Look Now) — містичний трилер 1973 року режисера Ніколаса Роуга, дія якого відбувається в сучасній  Венеції. Екранізація однієї з найбільш пізніх новел  Дафни дю Мор'є, виданої в 1971 році.

## Сюжет
Улюблена дочка британської пари Бакстер, Джона і Лори, потонула у ставку, граючись на його березі в яскраво-червоному плащі. Приголомшені цією трагедією, подружжя вирушає до Венеції, де Джон займається реставрацією церкви Сан-Ніколо деї Мендіколі. Однак аура в місті тіней виявляється не зовсім придатною для того, щоб забути про горе. З каналів раз у раз витягують трупи — судячи з усього, в місті орудує серійний убивця.
Бакстер знайомиться з двома дивними сестрами, одна з яких, абсолютно сліпа, стверджує, що вступила в контакт з духом загиблої дівчинки. За запевненнями медіума, дитина намагалась попередити батьків, що, поки вони в Венеції, їхньому життю загрожує небезпека.
Хоча Джон і відкидає пророцтво сестер як пусте марновірство, його починають переслідувати дивні видіння — то в водах венеційського каналу він бачить покійну дочку, то витягує з води дитячу ляльку, то в лабіринті сутінкових вуличок йому ввижається пробігаюча дитина в червоному плащі.
Фінал фільму підтверджує правоту і тих, хто вірить в спілкування з духами померлих, і тих, хто дотримується наукової картини дійсності. Погнавшись за примарою в червоному плащі, Джон упав від затиснутого в його руці ножа. Карлиця в червоному плащі виявилася тим самим маніяком, якого розшукувала венеційська поліція.
У фіналі Лора в супроводі ясновидців сестер проводжає чоловіка в траурній  гондолі в останню путь. На її губах грає слабка посмішка: вона знає, що чоловік і дочка тепер разом. Ця дивна картина привиділася Джону за день до вбивства.

## Актори
- Джулі Крісті — Лора Бакстер
- Дональд Сазерленд — Джон Бакстер
- Гіларі Мейсон — Гезер
- Клелія Матанов — Венді
- Массімо Серато — єпископ Барбаріджо
- Ренато Скарпа — детектив Лонгі
- Аделіна Поер — карлиця-вбивця

## Знімальна група
- Режисер: Ніколас Роуг
- Продюсер: Пітер Кетц
- Сценарист: Алан Скотт, Кріс Брайант
- Композитор: Піно Донаджіо
- Оператор: Ентоні Раймонд
- Монтаж: Грем Кліффорд

## Жанрова своєрідність
«А тепер не дивись» поряд з «Екзорцистом» і «Оменом» належить до класичної обойми містичних трилерів, які були зняті на початку 1970-х на хвилі успіху « Дитини Розмарі»  Романа Поланського . Відмінність фільму Роуга в тому, що його створення не фінансували найбільші голлівудські студії, і він не був призначений для такої широкої глядацької аудиторії. Намагаючись створити щось витонченіше і інтелектуальніше, ніж пересічний фільм жахів, Роуг вплів в тканину фільму відсилання до «Смерті у Венеції» Томаса Манна і «У пошуках утраченого часу»  Марселя Пруста. У момент прем'єри художні достоїнства фільму зі специфічною вибуховою монтажною технікою затьмарила галас навколо надзвичайно відвертою за мірками того часу еротичною сценою, в якій знялися зірки першої величини — Джулі Крісті та Дональд Сазерленд. У багатьох британських кінотеатрах фільм демонструвався в тандемі зі стрічкою «Плетений чоловік», бо прокатники знайшли тематичні перегуки між ними.

## Еротична сцена
Режисера з самого початку збентежило в сценарії те, що чоловік і жінка Бакстер раз у раз сперечаються і сваряться. Щоб донести до глядача справжню ступінь їх близькості один до одного, він несподівано для знімальної групи вирішив включити в фільм надзвичайно довгу і відверту за мірками комерційного кіно початку 1970-х еротичну сцену між головними героями. Вважається, що Сазерленд і Крісті вперше зустрілися на знімальному майданчику, і постільна сцена була першим епізодом, в якому вони знімалися. Крісті була шокована таким початком зйомок. Згодом американські ревнителі суспільної моралі заявили, що в такому вигляді фільм не зможе вийти в США в широкий прокат. Вирізати крамольну сцену вимагав також цивільний чоловік Крісті, Воррен Бітті. Пішовши назустріч критикам, Роуг перетасував «оголення» з флешфорвардами приготування подружжя до того, щоб вийти з дому. У такому вигляді еротична сцена була визнана володіючим необхідними художніми достоїнствами для того, щоб увійти в прокатну версію фільму.

## Музика
Знайти композитора до фільму допоміг італійський продюсер Уго Маріатті, давній приятель Роуга. У той час маловідомий, але перспективний 32-річний композитор з Венеції Піно Донаджіо охоче погодився допомогти в створенні трилера. Музика, за задумом режисера, повинна була стати одним з ключових художніх засобів цієї картини. Після виходу в світ «А тепер не дивись» на венеційця звернув увагу інший майстер трилерів — Брайан Де Пальма, запросивши того для спільної роботи над фільмом  «Керрі» .

## Визнання
- Операторська робота Ентоні Раймонда була удостоєна премії BAFTA за 1973 рік.
- Письменниця Дафна дю Мор'є, рідко визнавала удачі екранізацій своїх творів, схвалила фільм, висловивши, втім, досаду, що не у всіх картинах по її книгам змогла зіграти Джулі Крісті.
- Сцени з фільму цитуються в деяких популярних стрічках XXI століття, включаючи « Казино» Рояль "[5] та «Залягти на дно в Брюгге»[6], причому в останньому один з персонажів прямо згадує венеційський фільм Роуга.
- У списку 100 кращих британських фільмів за 100 років за версією  Британського кіноінституту фільм Н. Роуга потрапив в першу десятку[7].
- Під час опитування читачів, проведеного в 2011 році лондонським виданням  Time Out  з метою виявити кращий фільм в історії британського кіно, стрічка «А тепер не дивись» набрала найбільшу кількість балів[8].

## Цікаві факти
Біографи дю Мор'є стверджують, що свої любовні стосунки з іншими жінками письменниця кодувала епітетом «венеційський». Таким чином, «поїхати до Венеції» для неї означало «закрутити роман з жінкою». Після втрати своєї коханої, Гертруди Лоуренс, дю Мор'є на якийсь час поїхала в реальну Венецію.